# Florian Kaja
Florian Kaja (ur. 3 maja 1895 w Dziembowie, zm. 31 października 1939 w Bydgoszczy) – polski nauczyciel i działacz społeczny.

## Życiorys
Urodził się jako syn rolnika Konstantego Kai i Strzeżysławy z domu Piosik. Ukończył szkołę powszechną w miejscu urodzenia, a w latach 1911–1915 pobierał nauki w Pile, przygotowując się do zawodu nauczyciela, co przetrwało mu powołanie do niemieckiej armii walczącej w I wojnie światowej, podczas której uzyskał rangę kaprala. 
Po jej zakończeniu uczestniczył w powstaniu wielkopolskim, a następnie dołączył do szeregów Wojska Polskiego w Warszawie, gdzie uzyskał stopień plutonowego w Zarządzie Składów Artyleryjskich, a następnie skierowano go do pracy na stanowisku sekretarza Wydziału Propagandy Ekspozytury Komisariatu w powiecie reszelskim na czas plebiscytu na Warmii i Mazurach. 
Po zakończeniu powstania przeniósł się do Bydgoszczy, gdzie ukończył Seminarium Nauczycielskie, a następnie rozpoczął pracę w zawodzie, najpierw w Nowej Wsi Ujskiej w latach 1921–1922, a potem jako kierownik szkoły powszechnej w Morzewie w latach 1922–1923. 17 października 1923 zdał drugi (praktyczny) egzamin nauczycielski i został zatrudniony jako nauczyciel w szkole ćwiczeń w Państwowym Seminarium Nauczycielskim w Bydgoszczy, które w 1938 przemianowano na Państwowe Liceum Pedagogiczne. Zajęcia prowadził również w Publicznej Szkole Przemysłowo–Dokształcającej i Szkole Rolniczej Wielkopolskiej Izby Rolniczej w Bydgoszczy. 
Ożenił się w 1925, był ojcem czwórki dzieci (m.in. Henryka, Lecha i Jerzego). Po rozpoczęciu II wojny światowej został aresztowany przez gestapo 14 października 1939 i w dwa tygodnie później rozstrzelany przez Niemców wraz z bratem Leonem w Dolinie Śmierci w Fordonie. Pochowany na Cmentarzu Bohaterów na Wzgórzu Wolności w Bydgoszczy.
Był odznaczony Medalem Dziesięciolecia Odzyskanej Niepodległości w 1929 i Odznaką Honorową za Walkę o Szkołę Polską w 1930.
14 października 1989 został patronem Szkoły Podstawowej nr 32 w Bydgoszczy, przy ul. Bałtyckiej 59 na osiedlu Bartodzieje.